# Laura Bennett
Laura Marie Bennett (North Palm Beach, 25 de abril de 1975) é uma triatleta profissional estadunidense.

## Carreira

### Pequim 2008
Ficou na quarta posição.

### Londres 2012
Laura Bennett disputou os Jogos de Londres 2012, terminando em 17º lugar com o tempo de 2:02:17. 